# Adrara San Martino
Adrara San Martino är en ort och kommun i provinsen Bergamo i regionen Lombardiet i Italien. Kommunen hade 2 229 invånare (2018).